# هوبرت واگنر
هوبرت واگنر (لهستانی: Hubert Wagner; ۴ مارس ۱۹۴۱ – ۱۳ مارس ۲۰۰۲) بازیکن و مربی والیبال اهل لهستان بود.
وی به‌عنوان سرمربی تیم ملی والیبال مردان لهستان به مقام قهرمانی در بازی‌های المپیک تابستانی ۱۹۶۸ دست پیدا کرده‌است.